# Sint-Lambertuskerk (Cromvoirt)
De Sint-Lambertuskerk in Cromvoirt werd gebouwd in 1888. De huidige kerk in neogotische stijl werd ontworpen door architect Carl Weber. Het is een driebeukige kruisbasiliek met vieringtorentje. De toren werd er in 1891 los aangebouwd om zetting te voorkomen. De toren is in 1944 opgeblazen door de Duitsers en na de oorlog slechts tot de hoogte van het schip hersteld en getooid met een zadeldak. In het interieur vindt men schoon metselwerk dat hier en daar gepolychromeerd is.
Naast de kerk bevindt zich de pastorie van dezelfde architect uit 1887 en op de begraafplaats zijn enkele gietijzeren kruisen te vinden. Deze monumenten vormen, tezamen met het voormalig raadhuis, een mooi ensemble.
De Heilige Lambertus is ook terug te vinden in het wapen van de voormalige gemeente Cromvoirt. Het Cromvoirtse wapen is nu nog te zien op een van de College-zetels in de Vughtse raadszaal.
De Sint-Lambertusparochie van Cromvoirt bestaat sinds 1717. Sinds 2003 valt de kerk onder de verantwoordelijkheid van parochie Edith Stein in Vught

## Bron
- ReliWiki